# Shao Kahn
 (novembre 2023).
Si vous disposez d'ouvrages ou d'articles de référence ou si vous connaissez des sites web de qualité traitant du thème abordé ici, merci de compléter l'article en donnant les références utiles à sa vérifiabilité et en les liant à la section « Notes et références ».
Pour les articles homonymes, voir Khan (homonymie).
Shao Kahn est un personnage fictif de jeu vidéo dans la série des jeux de combat Mortal Kombat.

## À propos de Shao Kahn
Âgé de plus de 10 000 ans, Shao Kahn (fréquemment mal épelé « Shao Khan »), qui ressemble à un roi-guerrier asiatique à bien des égards, incarne le Mal sous toutes ses formes. Il est connu pour sa force divine, sa cruauté extrême, sa brutalité et son penchant pour ses exécutions personnelles, mais s'élève au-dessus des simples seigneurs de Guerre par son intelligence et sa connaissance et pratique de la magie noire. Sa plus grande force est probablement sa capacité à mener à bien ses objectifs avec une grande ténacité, mais ses plus grandes faiblesses sont son arrogance et sa trop grande confiance en lui.

## Histoire
Avec le roi des Shokans, Kuatan, Shao Kahn fut Général des armées du Roi Dragon Onaga, seigneur d'Outremonde. Lassé de devoir servir Onaga, et assoiffé de pouvoir, Kahn prépara avec Kuatan un complot dans le but de faire tomber le Roi Dragon. Ils avaient comme projet de se partager le trône d'Outremonde après le meurtre d'Onaga.
Une fois leur mission accomplie, le sombre Shao Kahn n'avait pas vraiment l'intention de partager le trône avec Kuatan, et lui a finalement tendu une embuscade. Le Roi Kuatan a donc été assassiné, mais pour ne pas avoir le peuple shokan contre lui, Shao Kahn annonça au peuple des Shokans par l'intermédiaire du fils de Kuatan, le prince Goro, que leur Roi aurait été assassiné par des partisans du Roi Dragon...
Par la suite, Shao Kahn se proclama lui-même Empereur d'Outremonde et commença la conquête des royaumes. Les Dieux Anciens lui ont fixé des règles : s'il veut conquérir un royaume il devra gagner dix fois consécutives le tournoi appelé "Mortal Kombat", qui a lieu toutes les générations. Le premier royaume en compétition fut Edénia, gouverné par le roi Jerrod et la Reine Sindel. Outremonde remporta la victoire et Shao Kahn exécuta le Roi Jerrod, et prit la reine Sindel comme son Impératrice et la jeune princesse Kitana comme fille adoptive. Désirant avoir un héritier, l'Empereur voulut le concevoir avec Sindel qui disparut pendant un certain temps et qui se sera finalement suicidée. Après le royaume d'Edénia, Kahn enchaîna les conquêtes de royaumes de Seido, Zaterra, Chaos...
Arriva ensuite le tour du Royaume de la Terre, protégé par le Dieu du tonnerre : Raiden. Le tournoi est organisé par le sorcier Shang Tsung. Le premier combattant de Raiden à participer au tournoi fut Kung Lao qui fut finalement vaincu par le prince Goro. Après 9 victoires consécutives, Shao Kahn prépara sa dixième victoire avec hâte mais pour la première fois, la victoire fut remportée par le royaume de la Terre, et Shang Tsung fut vaincu par le descendant de Kung Lao, appelé Liu Kang.
Pris de fureur par cette défaite qu'il n'accepte pas, Shao Kahn prit la décision d'envahir la Terre, passant outre au règlement des Dieux Anciens. Pour pouvoir accomplir cette tâche, il avait besoin d'une clef qui lui permettrait d'accéder au royaume. Cette clef est la Reine Sindel, elle seule ayant le pouvoir de permettre à Shao Kahn de pénétrer sur Terre clandestinement. Kahn fit donc appel à Quan Chi, qui ramena Sindel à la vie.
La guerre contre le royaume de la Terre fut un nouvel échec pour l'Empereur. Affaiblies par cet échec, les troupes de Kahn, dirigées par Motaro et le général Reiko se retirent du royaume. Quan Chi et Shang tsung, profitant de la faiblesse de l'Empereur, ont à leur tour comploté contre l'Empereur en tentant de l'assassiner...
Après sa disparition, l'empereur a utilisé un objet précieux retrouvé par ses fidèles, qui lui a permis de créer un clone de lui-même afin d'attirer l'attention de ses ennemis tels que Shang Tsung et Quan Chi, alors qu'il partait pour le désert. Maintenant qu'il a retrouvé ses forces, et assoiffé de vengeance, Kahn a l'intention de détruire tous ceux qui se sont opposés à lui. Malgré le fait qu'il ait tout fait pour empêcher la résurrection du Roi Dragon, Kahn vient de découvrir son retour de la mort, grâce à ses partisans religieux. Onaga commande maintenant l'armée des Tarkatans qui ont toujours été fidèle à Shao Kahn. L'empereur jure de leur faire regretter leur allégeance au Roi Dragon... Peu après, Shao Kahn ressuscite Shang Tsung et lors de l'Armageddon, il sera le seul survivant, en plus de Raiden. En effet, il a absorbé le pouvoir de Blaze et parvient à vaincre le dieu de la foudre. À la suite de cela, Raiden envoie un message dans le passé, durant les événements de Mortal Kombat 1, 2 et 3 et le Raiden du passé et les dieux anciens parviennent à tuer Shao Kahn. Cependant, sa mort était prévue et faisait partie du plan d'évasion du dieu ancien déchu : Shinnok.
Vingt-sept ans après sa mort, Shao Khan est ressuscité par la mère de Shinnok, Kronika grâce aux pouvoirs du sablier du temps. Kronika offre alors au tyrant une occasion d'obtenir un empire infiniment plus grand que par le passé en échange de son aide pour réécrire l'histoire. Shao Kahn finira par affronter Kitana en combat, un combat qu'il perdra avant de se faire crever les yeux par son ancienne fille adoptive qui deviendra alors le nouveau Kahn de l'Outremonde. L’empereur déchu reste enfermé dans les cachots alors que le combat final contre Kronika aboutit, seulement pour qu’une altération du continuum ne le fasse libérer par sa femme Sindel un peu plus tôt. Emmener à la chambre des âmes, Shao Kahn récupère la vue ainsi que toute ses forces, peu avant de renier son alliance avec Kronika. Sindel et lui gagnent la loyauté des Shokans, s’emparent d’un des navires allant au fort de Kronika et en pleine bataille navale, Shao Kahn tue Kotal et défait impitoyablement Liu Kang. Regagnant la loyauté de ses anciens serviteurs, Shao Kahn arrive enfin au fort, bien décidé à utiliser le sablier de Kronika pour régner éternellement. Il se fait hélas trahir par Shang Tsung qui lui vole son âme.
Dans Mortal Kombat 1, se déroulant dans le nouvel âge crée par Liu Kang, Shao Kahn (comme beaucoup d'autres antagonistes) se retrouve avec une nouvelle vie qui l'écarte de toute possibilité d'accès au pouvoir, et devient le Général Shao, le chef des armées de l'Outre-Monde sous les ordres de Sindel. Bien qu'en apparence fidèle à l'impératrice, Shao cherche à la renverser pour régner sur l'Outre-Monde et envahir les autres royaumes, notamment le Royaume Terre qu'il méprise au plus haut point. C'est à cette fin qu'il s'alliera avec Shang Tsung et Quan-Chi, tous deux répondant aux ordres d'une mystérieuse bienfaitrice.

## Apparition dans les jeux vidéo
- Mortal Kombat II
- Mortal Kombat III
- Mortal Kombat vs. DC Universe
- Mortal Kombat 9 ou 2011
- Mortal Kombat 11 (Personnage Bonus)
- Mortal Kombat Trilogy

## Apparitions dans d'autres médias

### Films
- Mortal Kombat
- Mortal Kombat : Destruction finale

### Série télévisée
- Mortal Kombat: Conquest

## Autour de Shao Kahn
- Dans les premiers Mortal Kombat (du 2e jusqu'aux diverses versions du 3), c'est la voix de l'empereur de l'Outworld que l'on entend commenter les combats (Dont la phrase "Finish Him/Her")
- Dans Mortal Kombat 11, Shao Kahn aborde une apparence beaucoup moins humaine que dans les précédents opus.